# Pony (Spanje)
Pony is een Spaans historisch merk van motorfietsen.
Pony, een bedrijf van Manuel Peix, was gevestigd in Barcelona. Het produceerde van 1952 tot 1955 motorfietsen met 125cc-Hispano Suiza-en Gnome et Rhône tweetaktblokjes.
Daarna veranderde de merknaam in "Rekord" en werden van 1956 tot 1960 ook 175cc- Gnome et Rhône-blokken gebruikt.
- Voor het Duitse merk met de naam Pony, zie Pony (Frankfurt).